# Кубица, Анджей
Анджей Кубица (пол. Andrzej Kubica) — польский футболист. Играл на позиции нападающего в клубах Польши, Израиля, Бельгии, Франции, Японии.

## Клубная карьера
Юниором Анджей Кубица начал свою футбольную карьеру в польской команде Błękitni Sarnów — местном клубе Бендзина, в котором родился. В 1993 году Кубица переехал в Австрию — в «Рапид» из Вены. За австрийский клуб он провел 32 матча и забил 9 голов. В следующем сезоне Кубица перешел уже в другой венский клуб — «Аустрию». После одного сезона в «Аустрии» Кубица вернулся в родной Чемпионат Польши, присоединившись к «Легии».
В 1996 году футболист присоединился к бельгийскому клубу «Стандард» из Льежа — он провел за клуб 10 матчей и был отдан в аренду во французскую «Ниццу».
Больше всего матчей в своей карьере Анджей Кубица провел за израильский клуб «Маккаби» из Тель-Авива, к которому присоединился в 1998 году — 56 матчей и забил 29 голов.
Следующими остановками в карьере Анджея Кубицы были японские клубы «Урава Ред Даймондс» и «Оита Тринита». Затем Кубица снова вернулся в Чемпионат Израиля. А в 2005 году присоединился к польскому клубу «Гурник», за который провел 53 матча в двух сезонах.

## Клубная статистика
| Выступления за клуб | Выступления за клуб                  | Выступления за клуб           | Лига   | Лига   |
| Сезон               | Клуб                                 | Лига                          | Матчи  | Голы   |
| Польша              | Польша                               | Польша                        | Лига   | Лига   |
| ------------------- | ------------------------------------ | ----------------------------- | ------ | ------ |
| 1991/92             | Заглембе (футбольный клуб, Сосновец) | Чемпионат Польши по футболу   | 17     | 1      |
| 1992/93             | Заглембе (футбольный клуб, Сосновец) | Первая лига Польши по футболу |        |        |
| Австрия             | Австрия                              | Австрия                       | Лига   | Лига   |
| 1993/94             | Рапид (футбольный клуб, Вена)        | Чемпионат Австрии по футболу  | 32     | 9      |
| 1994/95             | Аустрия (футбольный клуб, Вена)      | Чемпионат Австрии по футболу  | 16     | 2      |
| Польша              | Польша                               | Польша                        | Лига   | Лига   |
| 1995/96             | Легия (футбольный клуб)              | Чемпионат Польши по футболу   | 10     | 4      |
| Бельгия             | Бельгия                              | Бельгия                       | Лига   | Лига   |
| 1995/96             | K.S.V. Waregem                       | Чемпионат Бельгии по футболу  | 15     | 7      |
| 1996/97             | Стандард (футбольный клуб, Льеж)     | Чемпионат Бельгии по футболу  | 10     | 2      |
| Франция             | Франция                              | Франция                       | Лига   | Лига   |
| 1996/97             | Ницца (футбольный клуб)              | Чемпионат Франции по футболу  | 13     | 2      |
| Belgium             | Belgium                              | Belgium                       | League | League |
| 1997/98             | Стандард (футбольный клуб, Льеж)     | Чемпионат Бельгии по футболу  | 0      | 0      |
| Израиль             | Израиль                              | Израиль                       | Лига   | Лига   |
| 1998/99             | Маккаби (футбольный клуб, Тель-Авив) | Лига Леумит                   | 30     | 21     |
| 1999/00             | Маккаби (футбольный клуб, Тель-Авив) | Чемпионат Израиля по футболу  | 26     | 8      |
| Япония              | Япония                               | Япония                        | Лига   | Лига   |
| 2000                | Урава Ред Даймондс                   | Второй дивизион Джей-лиги     | 34     | 11     |
| 2001                | Оита Тринита                         | Второй дивизион Джей-лиги     | 11     | 6      |
| Израиль             | Израиль                              | Израиль                       | Лига   | Лига   |
| 2001/02             | Ашдод (футбольный клуб)              | Чемпионат Израиля по футболу  | 15     | 9      |
| 2002/03             | Бейтар (футбольный клуб, Иерусалим)  | Чемпионат Израиля по футболу  | 33     | 12     |
| 2003/04             | Маккаби (футбольный клуб, Тель-Авив) | Чемпионат Израиля по футболу  | 25     | 4      |
| Польша              | Польша                               | Польша                        | Лига   | Лига   |
| 2004/05             | Гурник (футбольный клуб, Ленчна)     | Чемпионат Польши по футболу   | 13     | 5      |
| 2005/06             | Гурник (футбольный клуб, Ленчна)     | Чемпионат Польши по футболу   | 29     | 4      |
| 2006/07             | Гурник (футбольный клуб, Ленчна)     | Чемпионат Польши по футболу   |        |        |
| Страна              | Польша                               | Польша                        | 69     | 14     |
| Страна              | Австрия                              | Австрия                       | 48     | 11     |
| Страна              | Бельгия                              | Бельгия                       | 25     | 9      |
| Страна              | Франция                              | Франция                       | 13     | 2      |
| Страна              | Израиль                              | Израиль                       | 129    | 54     |
| Страна              | Япония                               | Япония                        | 45     | 17     |
| Всего               | Всего                                | Всего                         | 329    | 107    |

## Достижения
Легия (футбольный клуб)
- Чемпионат Польши по футболу: 1994-95
- Суперкубок Польши по футболу (финалист): 1995

Ницца (футбольный клуб)
- Кубок Франции по футболу: 1997

Маккаби (футбольный клуб, Тель-Авив)
- Кубок Тото: 1998-99
- Чемпионат Израиля по футболу (второе место): 1998-99, 2003-04

### Индивидуальные
- Лучший нападающий Чемпионата Израиля по футболу: 1998-99 (21 гол)